# Niaboma
Niaboma is een geslacht van vlinders van de familie uilen (Noctuidae), uit de onderfamilie Hadeninae.

## Soorten
- N. grisea Butler, 1878
- N. manobig Staudinger, 1895
- N. xena Staudinger, 1895